# Sant Ferriol de l'Esquirol
Sant Ferriol de l'Esquirol és una església amb elements renaixentistes de l'Esquirol (Osona) inclosa a l'Inventari del Patrimoni Arquitectònic de Catalunya.

## Descripció
Capella de nau única amb la façana alineada amb la capçalera i orientada a S. E. És de petites dimensions, sense absis, l'interior és cobert amb volta quatripartita, formant tres trams. El presbiteri és marcat i ubica un retaule amb la Verge dels Dolors. L'únic element que il·lumina el temple és un òcul situat als peus de la susdita capella. És decorada, interiorment, amb elements d'estuc. El portal és rectangular i presenta decoracions de tríglifs i al damunt un frontó; és de pedra blanquinosa. Al davant s'hi forma un atri sostingut per pilars i coberta a dues vessants. El capcer és coronat amb un campanar d'espadanya sense campana. L'estat de conservació és bo, no obstant els propietaris pensen restaurar-la(?).

## Història
Capella que es troba a prop del mas Codinach i que està situada al sector de llevant de la vila de Torelló i que pertany al terme de Torelló mentre depèn de la parròquia de Sant Feliu de Torelló. La va fer construir l'hereu del mas Miquel Codinach. A principis del segle xvii (1615) es degué acabar i així sembla indicar-ho la data de la porta. La sagristia data de l'any 1786. Tenim notícia, també, de la construcció d'un retaule barroc esculpit cap al segle xvii i decorat al segle següent. Tenia una imatge de la Immaculada al centre i als costats les imatges dels sants Ferriol i Segimon. Dos sants molt venerats en aquestes contrades i advocats a curar l'hèrnia. Per aquest motiu la capella també és coneguda, popularment, amb el designi Sant Ferriol de Codinach.